# Lijst van Eurocommissarissen voor Financiën
De functie van Europees commissaris voor Financiën is een van de oudste nog bestaande functies binnen de Europese Commissie. De commissaris was al vertegenwoordigd bij de lancering van de Commissie in 1958. In de Commissie-Von der Leyen viel het directoraat-generaal Economische en financiële zaken onder de verantwoordelijkheid van de Commissaris voor Economie.

## Benamingen
- Financiën (1958-1999, 2014-)
- Financiële programmering (1999-2014)

| #  | Eurocommissaris voor Financiën     | Eurocommissaris voor Financiën | Eurocommissaris voor Financiën     | Termijn                             | Nationale partij | Europese Partij | Commissie   | Land                     | Overige Portfolio(s)                                                          |
| -- | ---------------------------------- | ------------------------------ | ---------------------------------- | ----------------------------------- | ---------------- | --------------- | ----------- | ------------------------ | ----------------------------------------------------------------------------- |
| 1  |                                    | Robert Marjolin                | Robert Marjolin (1902–1983)        | 10 januari 1958 – 9 januari 1962    | SFIO             | PES             | Hallstein I | Frankrijk                |                                                                               |
| 1  | 10 januari 1962 – 1 juli 1967      | Robert Marjolin                | Robert Marjolin (1902–1983)        | Hallstein II                        | SFIO             | PES             |             | Frankrijk                |                                                                               |
| 2  |                                    | Raymond Barre                  | Raymond Barre (1924–2007)          | 2 juli 1967 – 30 juni 1970          | O                | O               | Rey         | Frankrijk                |                                                                               |
| 2  | 1 juli 1970 – 21 maart 1972        | Raymond Barre                  | Raymond Barre (1924–2007)          | Malfatti                            | O                | O               |             | Frankrijk                |                                                                               |
| 2  | 21 maart 1972 – 5 januari 1973     | Raymond Barre                  | Raymond Barre (1924–2007)          | Mansholt                            | O                | O               |             | Frankrijk                |                                                                               |
| 3  |                                    | Wilhelm Haferkamp              | Wilhelm Haferkamp (1923–1995)      | 6 januari 1973 – 5 januari 1977     | SPD              | PES             | Ortoli      | Bondsrepubliek Duitsland |                                                                               |
| 4  |                                    | Francois Xavier Ortoli         | François-Xavier Ortoli (1925–2007) | 6 januari 1977 – 5 januari 1981     | UDR              | EVP             | Jenkins     | Frankrijk                |                                                                               |
| 4  | 6 januari 1981 – 5 januari 1985    | Francois Xavier Ortoli         | François-Xavier Ortoli (1925–2007) | Thorn                               | UDR              | EVP             |             | Frankrijk                |                                                                               |
| 5  |                                    | Henning Christophersen         | Henning Christophersen (1939–2016) | 6 januari 1985 – 5 januari 1989     | Venstre          | ALDE            | Delors I    | Denemarken               |                                                                               |
| 5  | 6 januari 1989 – 5 januari 1993    | Henning Christophersen         | Henning Christophersen (1939–2016) | Delors II                           | Venstre          | ALDE            |             | Denemarken               |                                                                               |
| 5  | 6 januari 1993 – 24 januari 1995   | Henning Christophersen         | Henning Christophersen (1939–2016) | Delors III                          | Venstre          | ALDE            |             | Denemarken               |                                                                               |
| 6  |                                    | Yves-Thibault de Silguy        | Yves-Thibault de Silguy (1948)     | 25 januari 1995 – 15 september 1999 | O                | O               | Santer      | Frankrijk                |                                                                               |
| 7  |                                    | Pedro Solbes                   | Pedro Solbes (1942)                | 16 september 1999 – 10 april 2004   | PSEO             | PES             | Prodi       | Spanje                   |                                                                               |
| 8  |                                    | Joaquín Almunia                | Joaquín Almunia (1948)             | 26 april 2004 – 22 november 2004    | PSEO             | PES             | Prodi       | Spanje                   |                                                                               |
| 8  | 22 november 2004 – 9 februari 2010 | Joaquín Almunia                | Joaquín Almunia (1948)             | Barroso I                           | PSEO             | PES             |             | Spanje                   |                                                                               |
| 9  |                                    | Olli Rehn                      | Olli Rehn (1962)                   | 9 februari 2010 – 1 juli 2014       | SK               | ALDE            | Barroso II  | Finland                  |                                                                               |
| 10 |                                    | Siim Kallas                    | Siim Kallas (1948)                 | 1 juli 2014 – 1 november 2014       | ER               | ALDE            | Barroso II  | Estland                  | Vicevoorzitter Vervoer                                                        |
| 11 |                                    | Valdis Dombrovskis             | Valdis Dombrovskis (1971)          | 1 november 2014 – 1 december 2019   | V                | EVP             | Juncker     | Letland                  | Vicevoorzitter Handel Financiële Diensten Financieel Toezicht Monetaire Zaken |
| 11 | 1 december 2019 – heden            | Valdis Dombrovskis             | Valdis Dombrovskis (1971)          | Von der Leyen                       | V                | EVP             |             | Letland                  | Vicevoorzitter Handel Financiële Diensten Financieel Toezicht Monetaire Zaken |